# Bateria do Cafofo
A Bateria do Cafofo localizava-se na cidade e estado do Rio de Janeiro, no Brasil.

## História
Trata-se de estrutura apenas relacionada por BARRETTO (1958), sem maiores detalhes, entre as diversas baterias outrora existentes para defesa da cidade do Rio de Janeiro (op. cit., 256).
A palavra "cafofo" está dicionarizada no Brasil como terreno pantanoso, com exalações peculiares às águas apodrecidas, ou ainda como sentina, fossa, latrina.